# Luis Cárdenas
Luis Alberto Cárdenas López (Los Mochis, Sinaloa, 15 de septiembre de 1993) es un futbolista mexicano. Juega de Portero en el C. F. Monterrey de la Primera División de México.

## Trayectoria
Originario de Sinaloa, llega a Monterrey en el año 2013, para 2017 es cedido a préstamo un año al Zacatepec de la Liga de Ascenso de México con tal de tener minutos, después pasa al Querétaro a préstamo por 6 meses.
En enero de 2019 regresa al Monterrey, el 27 de abril jugaría como titular en el empate de 2-2 ante Necaxa
 Mundial de Clubes 2019
El 21 de diciembre jugaría como titular contra el club árabe Al-Hilal Saudi Football Club en el partido por el tercer puesto en la Copa Mundial de Clubes de la FIFA 2019, tuvo una destacada actuación sobre todo en la tanda de penales tras atajar 2 tiros del equipo rival y anotar el penal del triunfo logrando el tercer lugar en el torneo y siendo reconocido como mejor jugador del partido.
El 11 de marzo de 2020 anotaría su 2° gol en clubes, durante la tanda de penales en la semifinal de la Copa MX 2019-20.

## Selección nacional
En 2014, fue convocado para el Torneo Esperanzas de Toulon de 2014 donde jugó 1 solo partido. En ese torneo México fue eliminado en la primera ronda.
En 2014 también fue convocado con la selección sub-21 para los XXII Juegos Centroamericanos y del Caribe realizados en Veracruz, donde tan solo jugó un partido de fase de grupos. En ese torneo México fue campeón.
En 2015, fue convocado con la selección sub-21 para el Torneo Esperanzas de Toulon de 2015 aunque no jugó en ninguno de los 4 partidos, donde México fue eliminado en la primera ronda.
| Club                      | País   | PJ | Periodo         |
| ------------------------- | ------ | -- | --------------- |
| Selección Mexicana Sub-21 | México | 2  | 2014 - Presente |

### Participaciones por Torneo
| Torneo                                    | Sede    | Resultado      | Partidos |
| ----------------------------------------- | ------- | -------------- | -------- |
| Torneo Esperanzas de Toulon de 2014       | Francia | Fase de grupos | 1        |
| Juegos Centroamericanos y del Caribe 2014 | México  | Campeón        | 1        |
| Torneo Esperanzas de Toulon de 2015       | Francia | Fase de grupos | 0        |

## Clubes
| Club      | País   | Año         |
| --------- | ------ | ----------- |
| Monterrey | México | 2013 - 2017 |
| Zacatepec | México | 2017 - 2018 |
| Querétaro | México | 2018        |
| Monterrey | México | 2019 -      |

## Palmarés

### Campeonatos nacionales
| Torneo          | Equipo        | País   | Año  |
| --------------- | ------------- | ------ | ---- |
| Torneo Apertura | Monterrey     | México | 2019 |
| Copa MX         | C.F Monterrey | México | 2020 |

### Campeonatos internacionales
| Título                                    | Equipo                    | País Sede         | Año  |
| ----------------------------------------- | ------------------------- | ----------------- | ---- |
| Liga de Campeones de la Concacaf          | Monterrey                 | México            | 2013 |
| XXII Juegos Centroamericanos y del Caribe | Selección Mexicana Sub-21 | México            | 2014 |
| Liga de Campeones de la Concacaf          | Monterrey                 | América del Norte | 2019 |
| Liga de Campeones de la Concacaf          | Monterrey                 | América del Norte | 2021 |